# Wahlenbergia levynsiae
Wahlenbergia levynsiae är en klockväxtart som beskrevs av Thomas G. Lammers. Wahlenbergia levynsiae ingår i släktet Wahlenbergia och familjen klockväxter. Inga underarter finns listade i Catalogue of Life.